# Andrij Borjačuk
Andrij Vasyl'ovyč Borjačuk (in ucraino Андрій Васильович Борячук?; Vinnycja, 23 aprile 1996) è un calciatore ucraino, attaccante del Metalist 1925.

## Carriera

### Club
Cresciuto nelle giovanili dello Šachtar, viene aggregato alla prima squadra all'inizio della stagione 2015-2016 dall'allenatore Mircea Lucescu.

### Nazionale
Dopo aver giocato nelle rappresentative under-18 e under-19 dell'Ucraina, il 2 settembre 2016 esordisce con l'under-21, mettendo a segno un gol su calcio di rigore.

## Statistiche

### Presenze e reti nei club
Statistiche aggiornate al 9 luglio 2020.
| Stagione        | Squadra         | Campionato      | Campionato | Campionato | Coppe nazionali | Coppe nazionali | Coppe nazionali | Coppe continentali | Coppe continentali | Coppe continentali | Altre coppe | Altre coppe | Altre coppe | Totale | Totale |
| Stagione        | Squadra         | Comp            | Pres       | Reti       | Comp            | Pres            | Reti            | Comp               | Pres               | Reti               | Comp        | Pres        | Reti        | Pres   | Reti   |
| --------------- | --------------- | --------------- | ---------- | ---------- | --------------- | --------------- | --------------- | ------------------ | ------------------ | ------------------ | ----------- | ----------- | ----------- | ------ | ------ |
| 2015-2016       | Šachtar         | PL              | 0          | 0          | KU              | 2               | 2               | UCL+UEL            | 0+1                | 0                  | SU          | -           | -           | 3      | 2      |
| 2016-2017       | Šachtar         | PL              | 7          | 3          | KU              | 1               | 0               | UCL+UEL            | 0+3                | 0                  | SU          | 0           | 0           | 11     | 3      |
| 2017-2018       | Mariupol'       | PL              | 18         | 5          | KU              | 2               | 3               | -                  | -                  | -                  | -           | -           | -           | 20     | 8      |
| 2018-2019       | Mariupol'       | PL              | 26         | 7          | KU              | 0               | 0               | UEL                | 2                  | 0                  | -           | -           | -           | 28     | 7      |
| Totale Mariupol | Totale Mariupol | Totale Mariupol | 44         | 12         |                 | 2               | 3               |                    | 2                  | 0                  |             | -           | -           | 48     | 15     |
| lug.-dic. 2019  | Šachtar         | PL              | 3          | 1          | CU              | 0               | 0               | UCL                | 0                  | 0                  | SU          | 0           | 0           | 3      | 1      |
| Totale Šachtar  | Totale Šachtar  | Totale Šachtar  | 10         | 4          |                 | 3               | 2               |                    | 4                  | 0                  |             | -           | -           | 17     | 5      |
| gen.-giu. 2020  | Çaykur Rizespor | SL              | 5          | 0          | CT              | 1               | 0               |                    | -                  | -                  |             | -           | -           | 6      | 0      |
| Totale carriera | Totale carriera | Totale carriera | 59         | 16         |                 | 6               | 5               |                    | 6                  | 0                  |             | -           | -           | 71     | 21     |

## Palmarès

### Competizioni nazionali
- Coppa d'Ucraina: 2

Šachtar: 2015-2016, 2016-2017
- Campionato ucraino: 2

Šachtar: 2016-2017, 2022-2023